# Ataquines
Ataquines – gmina w Hiszpanii, w prowincji Valladolid, w Kastylii i León, o powierzchni 42,6 km². W 2011 roku gmina liczyła 657 mieszkańców.